# Samba-batido
O samba batido é um antigo termo utilizado na Bahia para o batuque, referido âmbito carioca como batucada.